# Gunmetal
Gunmetal er en bronzelegering af kobber og tin samt en lille smule zink (cirka 2 %).
Gunmetal bliver ikke længere anvendt til våben, men derimod til industriel produktion af eksempelvis statuer, billige ure og knapper.
| Naturvidenskab | Spire Denne naturvidenskabsartikel er en spire som bør udbygges. Du er velkommen til at hjælpe Wikipedia ved at udvide den. |